# Glypta santapaulae
Glypta santapaulae là một loài tò vò trong họ Ichneumonidae.